# Verwaltungsgemeinschaft Eichsfeld-Wipperaue
La Communauté d'administration d'Eichsfeld-Wipperaue (Verwaltungsgemeinschaft Echsfeld-Wipperaue) réunit cinq communes de l'arrondissement d'Eichsfeld en Thuringe. Elle a son siège dans la commune de Breitenworbis et a été créée le 1er août 1991.

## Géographie

La communauté d'administration d'Eichsfeld-Wipperaue

La communauté regroupe 7 747 habitants en 2010 pour une superficie de 60,69 km2 (densité : 128 hab/km2.
Communes (population en 2010) : 
- Breitenworbis, (3 502) ;
- Buhla (554) ;
- Gernrode (1 638) ;
- Haynrode (672) ;
- Kirchworbis (1 381).

La communauté d'administration est située dans l'est de l'arrondissement, à la limite avec l'arrondissement de Nordhausen.
Elle se trouve au nord de la Wipper, au sud des monts Ohm.

## Histoire
Lors de sa création en 1991, la communauté d'administration regroupait six communes. Le 1er septembre 2009, la commune de Bernterode est incorporée au territoire de celle de Breitenworbis.